# Mammillaria gracilis
Espèce
Synonymes
- Mammillaria fragilis Salm-Dyck[1]
- Mammillaria fragilis[2]
- Mammillaria gracilis var. pulchella Salm-Dyck[1]
- Mammillaria vetula subsp. gracilis (Pfeiff.) D.R. Hunt[1]

Mammillaria gracilis est une espèce de cactus.

## Liste des variétés
Selon Tropicos (10 septembre 2022) :
- Mammillaria gracilis var. pulchella Salm-Dyck